# پاورهاکی

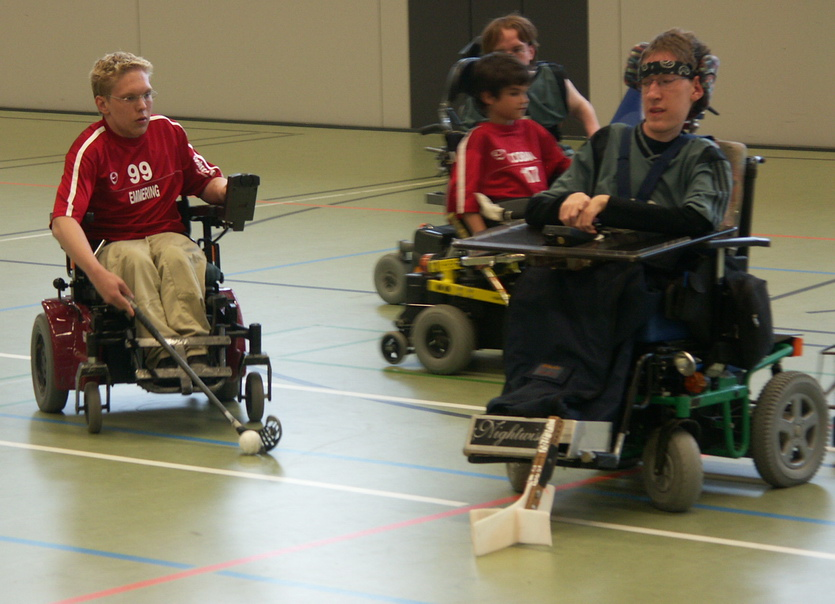
یک بازی پاورهاکی

پاورهاکی (به انگلیسی: Power hockey) ورزشی از دسته ورزش‌های هاکی می‌باشد . این ورزش مخصوص افرادی به با معلولیت جسمانی است. در واقع بازیکنان این بازی بر روی صندلی چرخدار الکتریکی قرار می‌گیرند. قوانین این ورزش افراد معلول را قادر می‌سازد که با استفاده از صندلی چرخدار الکتریکی به بازی هاکی و به فعال بودن در یک محیط رقابتی تیمی بیشتر علاقه‌مند شوند.